# Haematopota taciturna
Haematopota taciturna är en tvåvingeart som beskrevs av Austen 1908. Haematopota taciturna ingår i släktet Haematopota och familjen bromsar. Inga underarter finns listade i Catalogue of Life.